# Liwa
Liwa – rzeka II rzędu w północnej Polsce, prawy dopływ Nogatu. Największy dopływ Liwy to Kanał Palemona. W górnym biegu rzeki występują liczne elektrownie wodne.

## Przebieg
Długość Liwy wynosi 111,4 km i przepływa przez województwa warmińsko-mazurskie oraz pomorskie. Wypływa na wysokości 102 m n.p.m. z jeziora Piotrkowskiego na Pojezierzu Iławskim, następnie w kierunku północnym, krętym korytem przepływa przez jezioro Januszewskie. W okolicach wsi Fabianki zmienia kierunek na zachodni wpływając do jeziora Gaudy (Rezerwat przyrody Jezioro Gaudy), za Kamieńcem płynie na południowy zachód. Opływając zakolem Prabuty od północy przepływa przez jeziora Dzierzgoń i  jezioro Liwieniec. Dalej płynie na zachód i opływa łukiem od południa miasto Kwidzyn, a następnie przepływa przez Kwidzyńską Dolinę Wisły płynąc równolegle do Wisły. Uchodzi do Nogatu poniżej śluzy w Białej Górze w powiecie sztumskim.
Zlewnia Liwy zajmuje 990,8 km² i stanowi obszar o zróżnicowanej rzeźbie z dominacją falistej. Zbudowana jest głównie z piasków sandrowych i glin zwałowych. Na utworach gliniastych wytworzyły się gleby brunatne wyługowane, a na piaszczystych gleby bielicowe i pseudobielice. W nieckach i zagłębieniach wytworzyły się torfowiska. Zlewnia Liwy w obrębie województwa warmińsko-mazurskiego charakteryzuje się dużą lesistością i jeziornością.

## Historia
Liwę nazywano dawniej Starym Nogatem, ponieważ tworzyła z Nogatem jeden ciek wodny. W okolicy Białej Góry Krzyżacy usypali na przełomie wysoki i wąski wał oddzielający Liwę od Wisły, przekopali go na przełomie XIII i XIV w. kierując część wód wiślanych do Nogatu polepszając walory żeglowne rzeki przepływającej przez stanowiący ich siedzibę Malbork.

## Miejscowości nad Liwą
- Fabianki – prawy brzeg
- Rudniki – lewy brzeg
- Kamieniec
- Bronowo – lewy brzeg
- Prabuty – lewy brzeg
- Kamionka – prawy brzeg
- Górki – lewy brzeg
- Kwidzyn
- Białki – lewy brzeg
- Rozpędziny – prawy brzeg
- Mareza
- Podzamcze
- Gurcz
- Jarzębina – lewy brzeg
- Biała Góra – prawy brzeg

## Ochrona przyrody
Razem z nurtem Liwia przepływa przez następujące powierzchniowe formy ochrony:
- Rezerwat przyrody Jezioro Gaudy
- Ostoja Iławska (PLH280053) SOO
- Lasy Iławskie (PLB280005) OSO
- Park Krajobrazowy Pojezierza Iławskiego
- Obszar Chronionego Krajobrazu Pojezierza Iławskiego
- Obszar Chronionego Krajobrazu Rzeki Liwy
- Obszar Chronionego Krajobrazu Jeziora Dzieżgoń
- Rezerwat przyrody Jezioro Liwieniec
- Morawski Obszar Chronionego Krajobrazu
- Sadliński Obszar Chronionego Krajobrazu
- Dolina Dolnej Wisły (PLB040003) OSO
- Dolna Wisła (PLH220033) SOO.